# Mahoba (huyện)
Huyện Mahoba là một huyện thuộc bang Uttar Pradesh, Ấn Độ. Thủ phủ huyện Mahoba đóng ở Mahoba. Huyện Mahoba có diện tích 2847 ki lô mét vuông. Đến thời điểm năm 2001, huyện Mahoba có dân số 708831 người.